# 埃利·嘉当
埃利·约瑟夫·嘉当（法語：Élie Joseph Cartan，1869年4月9日—1951年5月6日），法国数学家，嘉當又譯卡當、卡坦。他在李群理论及其幾何应用方面奠定基础。他也对数学物理、微分几何、群论做出了重大贡献，埃利·嘉当也被认为是20世纪最伟大的数学家之一。

## 生平
嘉当生于薩瓦的多洛姆厄，在1888年成为巴黎的巴黎高師的一名学生。在1894年取得博士学位后，他在蒙皮立和里昂任教，并于1903年在南錫當上教授。他在1909年到巴黎任教，并于1912年成为教授，而在1942年退休。他卒于巴黎。数学家亨利·嘉当是他的儿子。華裔數學家陈省身是嘉当的學生，嘉當每兩星期約陳省身去他家裡談一次，每次一小時。

## 工作
据他自己在「科研簡介」(Notice sur les travaux scientifiques)所作的描述，他的工作(总数达186，发表于1893-1947年间)的主题是李群的理论。他从在复的简单李代数上的基础材料上的工作开始，把恩格尔(Christian Engel)和基灵(Wilhelm Killing)先前的工作整理起来。这被证明是有决定性意义的，至少对于分类来讲，他鉴定出4个主要的族和5个特殊情况。他也引入了代数群的概念，它在1950年之前并没有被认真的发展过。
他也定义了反对称微分形式的一般概念，以我们现在所使用的风格；他通过马尤厄－嘉当方程处理李群的方式要用到2-形式来表达。那时，称为Pfaffian系统（也就是用1-形式表达的1阶微分方程组）的概念很常用；通过引入表示导数的新变量，和额外的微分形式，他们可以表述很一般的偏微分方程(PDE)系统。嘉当加入了外导数，作为一个完全几何式的坐标无关的操作。这很自然导致了对于一般的p讨论p-形式的需要。嘉当描述了Riquier的一般PDE理论对他的影响。
基于这些基础，即李群和微分形式，他继续深入完成了大量工作，以及一些通用的技术，例如移动标架法，这些逐渐融入到数学的主流中。
在「科研簡介」中,他把自己的工作分成15个领域。用现代术语来描述，他们是：
1. 李群
2. 李群表示
3. 超复数(Hypercomplex number), 除法代数(division algebra)
4. PDE系统, Cartan-Kähler定理
5. 等价性理论
6. 可积系统，延长理论(theory of prolongation)和对合系统(systems in involution)。
7. 无穷维群和伪群
8. 微分几何和活动标架法
9. 一般化空间及其上的结构群和联络，嘉当联络，和樂(holonomy)，外尔张量
10. 李群的几何和拓扑
11. 黎曼几何
12. 对称空间
13. 紧群的拓扑和它们的齐性空间
14. 积分不变量和经典力学
15. 相对论, 旋量

这些课题的大部分被后来的数学家完整的研究了。但不是全部：嘉当自己的方法惊人的统一，但大部分的后续工作可以说失去了他的特色。也就是说，变得更代数化。
看看这些不太主流的领域：
- PDE理论必须包含奇异解(也就是包络),例如在Clairaut方程中所见到的那样;
- 延长方法应该在回旋系统中中止(这是解析理论，而不是光滑理论，并导向形式化可积性理论和Spencer上同调)；
- 等效性问题，如他所说，是通过把结构的图像变成微分系统的积分流形来建立它们的微分同胚(并由此发现不变量)；
- 活动标架法，不但和主丛和它们的联络有关，也需要使用和几何相适应的标架；
- 现在，埃雷斯曼的jet丛方法被用于把切触作为系统化的等价关系。

所以，从某种意义上来说，嘉当的工作的独特的一面仍然正在被数学家们所消化。这可以在诸如变分法，Bäcklund变换和微分系统的一般理论之类的领域中不断的见到；大致来讲，这些是微分代数的那些感到现存的伽罗瓦理论所导出的对称性模型过于狭窄并需要使用和关系的范畴更类似的东西的部分领域。

## 参看
- 嘉当联络、嘉当联络的应用
- 嘉当矩阵
- 嘉当定理
- 嘉当子代数
- 嘉当等效性方法
- 爱因斯坦-嘉当理论
- 微分系统的可积性条件